# Chissioua Bambo
Chissioua Bambo est un îlot de Mayotte.

## Géographie
Il est situé à deux kilomètres à l'Est de Mayotte et s'étend sur environ 600 m de longueur pour 200 m de largeur. 
Il s'agit des restes d'une ancienne coulée de lave. Elle est caractérisée par un bouquet de gros baobabs à sa pointe occidentale. 

## Exploitation et protection
Il s'agit de la seconde île de l'est de Mayotte la plus fréquentée par les touristes, après l'îlot Bandrélé. La végétation des deux îles est considérée comme dégradée, mais l'îlot héberge cependant plusieurs espèces animales rares, et constitue un site de repos important pour les oiseaux marins. 
Trois bouées de mouillage sont à disposition des bateaux, pour éviter la dégradation du corail par les ancres. 
Cette île fait partie du Parc naturel marin de Mayotte, et est protégée par le Conservatoire du Littoral. 

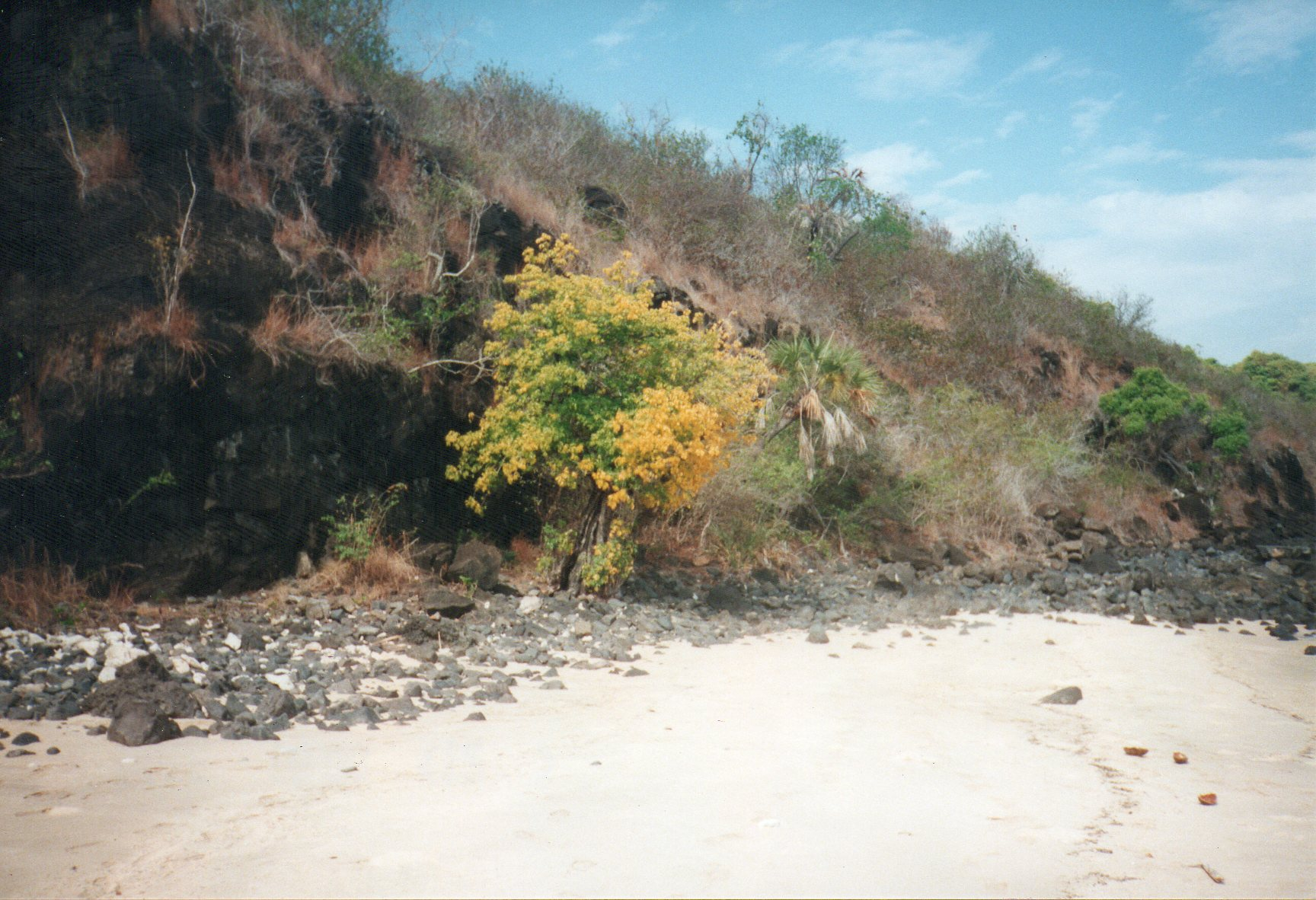
Plage sur l'îlot Bambo.